# Anaxibia difficilis
Anaxibia difficilis là một loài nhện trong họ Dictynidae.
Loài này thuộc chi Anaxibia. Anaxibia difficilis được Otto Kraus miêu tả năm 1960.